# Chlorococcus peleae
Chlorococcus peleae är en insektsart som först beskrevs av John Wyman Beardsley 1959. 
Chlorococcus peleae ingår i släktet Chlorococcus och familjen ullsköldlöss. Inga underarter finns listade i Catalogue of Life.